# Eachtra Mhacaoimh an Iolair
Eachtra Mhacaoimh an Iolair („Die Abenteuer des Adlerknaben“) ist eine irische Erzählung aus dem Sagenkreis um König Arthur. Eine zweite im Aufbau gleichartige Sage ist Eachtra an Mhadra Mhaoil („Die Abenteuer des Hundes mit den gestutzten Ohren“).

## Textgeschichte
Die Erzählung ist in mehreren Handschriften überliefert, die alle aus dem 18. Jahrhundert stammen. Das Alter der Erzählung ist jedoch der Sprache nach in das 15./16. Jahrhundert einzuordnen. Eine Übernahme niederländischer arthurischer Traditionen ist wahrscheinlich, Hinweis darauf ist neben anderen Textelementen vor allem die Verwendung des Wortes ridire („Ritter“). Regelmäßige kriegerische und friedliche Kontakte zwischen Irland und Flandern sind seit 1167 bezeugt, wo erstmals ein Söldnerheer von Normannen, Walisern und Flamen in Irland kämpfte.
Die vorhergegangene mündliche Überlieferung ist im Aufbau der Geschichte noch deutlich nachvollziehbar. Trotz der exotischen Handlungsorte ist diese Sage ganz in der Erzähltradition der irischen Mythologie angesiedelt. Anders als bei den arthurischen Helden der Matière de Bretagne besitzen die Protagonisten magische Kräfte und sind den typisch irischen gessi (Tabus) unterworfen. Der Zusammenhang zur Artussage beschränkt sich auf eine Erwähnung des Königs unter dem Titel Rí an Domhain („König der Welt“).

## Inhalt
Die Söhne des Königs von Sorcha streiten um das väterliche Erbe. Der ältere Sohn, genannt Ridire na Sealga („Ritter der Jagd“), heiratet eine Prinzessin der Skythen und wird Nachfolger auf dem Throne. Sein jüngerer Bruder, der Ridire an Ghaisirdh („Ritter der Kühnheit“), ermordet ihn und sperrt seine schwangere Gattin in einen Turm. Dort gebiert sie einen Sohn, der von einem Adler geraubt und beim Carrthad na mBuaidh („Stein der Tugenden“) auf dem Máigh na nIongnadh („Feld der Wunder“) vor dem Hofe von König Arthur abgelegt wird. Der Knabe wird vom König aufgezogen und übertrifft bald alle Altersgenossen an Kraft und Klugheit. Er macht sich auf die Queste („Suche“) nach seiner Herkunft, wie es in den Arthursagen Aufgabe der Ritter ist. Er muss von ferne zusehen, wie eine Frau, deren Begleiter durch Spiel auf einer Silberflöte betäubt wurden, von einem Ritter missbraucht und entführt wird. Der Adlerknabe verfolgt diesen Ridire an Chiuil („Ritter der Musik“), ähnlich den altirischen Immrama („das Rudern“, Seefahrt, Seereise zu mythischen Inseln), mit seinem Curragh (Lederboot), das wunderbare Eigenschaften besitzt. Auf seiner Suche nach dem Ritter gelingt es ihm, drei Riesen zu erschlagen, die ein Mädchen in ihrer Gewalt haben. Er befreit sie und verlobt sich mit ihr. Mit Hilfe eines von ihm ehrenvoll besiegten Ritters findet er den Turm des Ritters der Musik. Er dringt mit einem Riesensprung in den Turm ein, überwindet den Besitzer, der die misshandelte und geraubte Frau gefangen hält und bringt sie zu Arthur, der sie heiratet. Auf der weiteren Queste nach seiner Herkunft gelangt er nach Skythien, wohin seine Mutter inzwischen fliehen konnte. Dieses Land wird vom Mörder seines Vaters, dem Ritter der Kühnheit, angegriffen, der Adlerknabe besiegt und tötet ihn und tritt die Herrschaft in Sorcha an.
Der Hinweis auf Skythien als Heimat der Mutter des Adlerknaben dürfte ein Einschub zugunsten der Scythia/Scotia-Etymologie sein. Schon im Lebor Gabála Érenn („Buch der Landnahme Irlands“) wird eine Herkunft der Gälen aus Skythien hergeleitet (siehe Agnomain).